# Services Provider Licensing Agreement
Services Provider Licensing Agreement (SPLA) ist das Hosting-Lizenzprogramm von Microsoft. Durch dieses Lizenzmodell können Microsoft-Produkte durch einen Hosting Service Provider gemietet werden. Das Zahlungsmodell gegenüber dem Endkunden ist zwischen dem Service-Provider und dem Endkunden völlig frei vereinbar. Die Verrechnung durch Microsoft gegenüber dem Hoster erfolgt monatlich entsprechend der Nutzung der Software. Der Hoster muss entsprechendes Reporting bereitstellen, damit zuverlässig die monatliche Nutzung erfasst werden kann.
Für diese Lizenzform benötigt der Endkunde keinen bestehenden Lizenzvertrag. Die Lizenzen müssen durch den Application Service Provider (ASP) bereitgestellt werden. Zudem können über dieses Lizenzprogramm alle Microsoft-Produkte mit Ausnahme der Desktop-Betriebssysteme erworben werden.